# Mycedium robokaki
Mycedium robokaki е вид корал от семейство Pectiniidae. Видът не е застрашен от изчезване.

## Разпространение и местообитание
Разпространен е в Австралия, Индонезия, Малайзия, Папуа Нова Гвинея, Сингапур, Соломонови острови, Тайланд, Фиджи и Филипини.
Обитава океани и рифове в райони с тропически климат.